# Vodni bivol
Vodni bivol (znanstveno ime Bubalus bubalis) je udomačena vrsta goveda, razširjena predvsem po Južni in Jugovzhodni Aziji. Vodne bivole gojijo kot delovne živali, posebej primerne za oranje riževih polj in prenašanje težkih bremen, ter za hrano – zlasti njihovo mleko, ki je bogatejše z beljakovinami od kravjega, predstavlja pomemben prehranski vir. Poleg tega so njihovi iztrebki uporabni za gnojenje, v nekaterih okoljih pa tudi posušeni za kurivo.
Po nekaterih ocenah je na svetu več kot 200 milijonov glav vodnih bivolov. Prepoznana sta dva glavna tipa, ki jih včasih obravnavajo kot ločeni podvrsti: rečni in močvirski vodni bivol, ki se razlikujeta tako genetsko kot anatomsko. Rečni je večji, doseže 500 do 1000 kg teže, razširjen je po Indiji, Pakistanu in zahodno vse do Evrope, in v uporabi predvsem za pridelavo mleka. Manjši močvirski vodni bivol (do 450 kg teže) je glavna delovna žival tropskih predelov Jugovzhodne Azije. Za oba tipa so značilni dolgi, ukrivljeni rogovi z ostrimi konicami, ki pa se različno ukrivljajo. Številne pasme se razlikujejo po barvah, ukrivljenosti rogov, teži, produktivnosti in drugih značilnostih. V splošnem pa so to mirne, pohlevne živali z življenjsko dobo preko 30 let, prilagojene na vroča in vlažna okolja. Zaradi temne barve in redko posejanih znojnic ne morejo učinkovito oddajati toplote, zato se rade zadržujejo v vodi – rečni bivoli v čistejših vodah in močvirski v blatu – po čemer so dobili tudi ime (čeprav natančno rečeno niso vodne živali).
Velika podivjana populacija vodnih bivolov živi v severni Avstraliji, manjše pa tudi v drugih delih sveta, kot so Papuanska Nova Gvineja, Tunizija in Argentina.

## Taksonomija
Prednik vodnega bivola je divji azijski vodni bivol arni (Bubalus arnee), ki so ga prvič udomačili pred približno 6000 leti na severu današnje Indije, od koder se je z rejo širil proti zahodu. Ločeno je bil udomačen močvirski vodni bivol iz druge populacije arnija, tega so ljudje razširili bolj proti vzhodu, vse do porečja Jangceja na Kitajskem. Današnji vodni bivoli so rezultat zapletenega procesa udomačevanja, ki je vključeval več kot eno linijo predniške vrste in znaten pretok genov iz divjih populacij še dlje časa po začetni udomačitvi.
V znanstvenem poimenovanju je dolgo časa veljala zmeda, nekateri avtorji so obravnavali arnija in udomačene vodne bivole kot isto vrsto, drugi pa so jih ločevali. Po konsenzu Mednarodne komisije za zoološko nomenklaturo ima zdaj udomačeni vodni bivol znanstveno ime, s katerim ga je opisal že Carl Linnaeus po primerkih iz Italije in velja tudi za kasneje podivjane populacije, veljavno ime za predniško vrsto pa je Bubalus arnee.